# Иван Хаджийски
Иван Минков Хаджийски е български публицист, социален психолог и марксист. Преди 1944 г. трудовете му са интерпретирани от някои анализатори като изследовател, използващ методите на Густав Льобон и Чернишевски.
За десет години написва 4 книги и над 20 студии и статии, които дават основание да бъде смятан за един от основоположниците на българската социология, поставил началото на марксистката социално-психологическа школа. Прилага метод за конкретно изучаване на социалните проблеми, който е оригинално явление в българската философско-социологическа мисъл. Критикува бергсонизма, фройдизма, психофизическия паралелизъм, расизма, фашизма и теософията. Социологическите му изследвания за българската народопсихология – „Бит и душевност на нашия народ“, се считат за най-важните му трудове.

## Житейски път
Иван Хаджийски е роден на 13 октомври 1907 г. в Троян в бедно занаятчийско семейство. Учи в прогимназия в родния си град, като още през 1919 г. публикува дописки в списание „Юноша“. От 1921 г. учи в Търговската гимназия в Свищов, която завършва през 1925 г. През 1923 г. е арестуван за кратко по подозрение в убийство, а през 1925 г. е осъден условно на една година затвор по Закона за защита на държавата, след като предава пари на човек, преследван от властите.
От 1927 до 1932 г. следва „Философия“ в Софийския университет „Свети Климент Охридски“, а по-късно завършва и право. Работи като журналист и адвокат.
От 1929 г. членува в Българската комунистическа партия (БКП), за което е арестуван. През 1930 г. е избран за член на Околийския комитет на БКП в Троян. През 1931 г. провежда социологическа анкета сред троянски занаятчии, която използва в по-късните си публикации. През същата година се запознава с професор Димитър Михалчев, с когото по-късно си сътрудничи и който става автор на предговора към първия том на „Бит и душевност на нашия народ“.
През 1933 г. Хаджийски издава на собствени разноски първата си книга „Авторитет, достойнство и маска“, а през 1936 г. – „Любов и брак“, която подписва с името Иван Минков.
През 1935 г. се жени за Петрана Ахчийска, сестра на психолога марксист Крум Ахчийски, като от брака има две дъщери – Мария (1938) и Нина (1943). През 1936 г. е разкрита партийната група на БКП, в която членува; Хаджийски е осъден по Закона за защита на държавата на 3 месеца строг тъмничен затвор.
От 1937 до 1942 г. Хаджийски сътрудничи на издаваното от Димитър Михалчев списание „Философски преглед“, където публикува група студии, издадени след смъртта на автора под общото заглавие „Оптимистична теория за нашия народ“. През този период той публикува редовно и в списание „Изкуство и критика“.
От 1936 г. започва да обикаля България пеша и на колело. В резултат от изследванията при обиколките си, той подготвя издаването на фундаменталното си изследване „Бит и душевност на нашия народ“, което самият той определя като труда на живота си: „Изпълних дълга си към литературата с написването на това изследване. Мога да не пиша нищо повече. Това е моят живот.“ Първият том на книгата е издаден през 1940 г., вторият – през 1945 г. (посмъртно), а третият е изгубен в края на 1940-те години, без да бъде публикуван.
През 1943 г. е мобилизиран в армията. По време на службата си в село Ливадово, Гърция, Хаджийски довършва в ръкопис 3-тия том на „Бит и душевност“. След 10 януари 1944 г. семейството е евакуирано в Кнежа. Участва във войната срещу Германия като доброволец, военен кореспондент при щаба на Втора българска армия. Поверява ръкописа за съхранение на командира на армията генерал-майор Кирил Станчев.
На 4 октомври 1944 г. Иван Хаджийски загива като военен кореспондент в сражение с части на СС дивизията „Принц Ойген“. Лобното му място е на кота 807 на връх Висока чука край Власотинци, Сърбия, където е погребан. През ноември същата година приятели пренасят тленните му останки в България.
След войната генерал-майор Станчев предава ръкописа на съпругата му, която го депозира в издателство „Хемус“, откъдето той изчезва безследно при национализацията през 1947 г. Текстът е частично възстановен от дъщеря му Мария Хаджийска по 200 страници стенографски записки.

## Почит
Хаджийски е погребан в Троян. За погребението му съществува документален филм, пускан и в кинохрониките. През 1960-те години на мястото на старото градско гробище под местността Турлата е направен футболен стадион. Иван Хаджийски е препогребан.
На Хаджийски посмъртно е присъдена наградата „Златен знак с лента“ от Института по социология при БАН „за изключителни заслуги и изключителен и оригинален принос към българската социология“. Днес неговото име носят Институтът за социални ценности и структури в София, училища в Троян и София. Община Троян учредява национална награда „Иван Хаджийски“ за принос в народопсихологията и социологията.
На Иван Хаджийски е наречена улица в жилищен комплекс „Овча купел“ в София (Карта).

## Трудове
- Бит и душевност на нашия народ, т. I (1940)
- Бит и душевност на нашия народ, т. II. (1944)
- Бит и душевност на нашия народ, т. III. (2002)
- Показалец на имената и речник на термините и малко познатите думи

### Други издания
- Оптимистична теория за нашия народ. (1966)
- Т. 1: Бит и душевност на нашия народ, (2002)
- Т. 2: Оптимистична теория за нашия народ, (2002)
- Т. 3: Гражданска смърт и безсмъртие, (2003)